# 1960-as labdarúgó-Európa-bajnokság (döntő)
Az 1960-as labdarúgó-Európa-bajnokság döntője volt a legelső finálé az Európa-bajnokságok történetében, melyet a párizsi Parc des Princesben rendeztek 1960. július 10-én. A döntőben a Szovjetunió és Jugoszlávia találkozott. A mérkőzést a szovjet válogatott nyerte a hosszabbításban 2–1-re, mert a rendes játékidő 1-1-re végződött, a 113. percben szerzett találatukkal ők lettek az akkor még Európai Nemzetek kupájának nevezett versenysorozat legelső győztesei.

## A mérkőzés
| 1960. július 10. 21:30 CET |

| Szovjetunió                                    | 2–1 (h. u.)          | Jugoszlávia |
| ---------------------------------------------- | -------------------- | ----------- |
| Szlava Metreveli 49' Viktor Ponyegyelnyik 113' | (0–1) ] Jegyzőkönyv] | Galić 43'   |

| Parc des Princes, Párizs Játékvezető: Arthur Ellis (angol) |

| Szovjetunió | Jugoszlávia |

| SZOVJETUNIÓ:         |    |                      |
|                      |    |                      |
| GK                   | 1  | Lev Jasin            |
| DF                   | 2  | Givi Csoheli         |
| DF                   | 3  | Anatolij Maszljonkin |
| DF                   | 4  | Anatolij Krutyikov   |
| MF                   | 5  | Jurij Vojnov         |
| MF                   | 6  | Igor Nyetto          |
| FW                   | 7  | Szlava Metreveli     |
| FW                   | 8  | Valentyin Ivanov     |
| FW                   | 9  | Viktor Ponyegyelnyik |
| FW                   | 10 | Valentyin Bubukin    |
| FW                   | 11 | Mihail Meszhi        |
| Szövetségi kapitány: |    |                      |
| Gavriil Kacsalin     |    |                      |

| JUGOSZLÁVIA:                                         |    |                     |
|                                                      |    |                     |
| GK                                                   | 1  | Blagoja Vidinić     |
| DF                                                   | 2  | Vladimir Durković   |
| DF                                                   | 3  | Fahrudin Jusufi     |
| MF                                                   | 4  | Ante Žanetić        |
| MF                                                   | 5  | Jovan Miladinović   |
| MF                                                   | 6  | Željko Perušić      |
| FW                                                   | 7  | Dragoslav Šekularac |
| FW                                                   | 8  | Dražan Jerković     |
| FW                                                   | 9  | Milan Galić         |
| MF                                                   | 10 | Željko Matuš        |
| MF                                                   | 11 | Bora Kostić         |
| Szövetségi kapitány:                                 |    |                     |
| Aleksandar Tirnanić Ljubomir Lovrić Dragomir Nikolić |    |                     |

| Az 1960-as labdarúgó-Európa-bajnokság győztese |
| ---------------------------------------------- |
| SZOVJETUNIÓ 1. cím                             |